# Populus maximowiczii
Populus maximowiczii (тополя Максимовича) — вид дерев роду тополя (Populus) родини вербові (Salicaceae). Люди використовують деревину цієї тополі для будівель, у будівництві кораблів і виготовлення сірникових соломок.

## Опис
Дерево до 30 метрів у висоту. Кора сірувато-зелений або жовтувато-сіра; у молодого дерева кора гладка, у старих дерев — глибоко борозниста. Нові гілочки червонуваті, потім стають сірими; циліндричні, міцні, густо запушені. Бруньки світло забарвлені, конічні, липкі. Листя на плодоносних гілочках з циліндричною ніжкою, 1–4-сантиметрові, шерстисті.
Вид названий на честь Карла Івановича Максимовича (1827—1891), російського ботаніка, академіка Імператорської Санкт-Петербурзької Академії Наук, дослідника флори Далекого Сходу і Японії.

## Екологія
У корі та деревині тополі Максимовича можуть розвиватися личинки вусача-каліпоґона реліктового, найбільшого жука-вусача Росії
| Гібіскус | Це незавершена стаття про квіткові рослини. Ви можете допомогти проєкту, виправивши або дописавши її. |